# Return to Paradise (1953)
Return to Paradise is een Amerikaanse dramafilm uit 1953 onder regie van Mark Robson. Het scenario is gebaseerd op het korte verhaal Mr. Morgan (1951) van de Amerikaanse auteur James A. Michener. Destijds werd de film in Nederland uitgebracht onder de titel Avontuur in de Zuidzee.

## Verhaal
Mijnheer Morgan spoelt aan op het eiland Matareva in de Stille Zuidzee, dat wordt geleid door de missionaris Corbett. Morgan vestigt zich op het eiland en krijgt een onwettige dochter bij een inboorlinge. Na haar overlijden verlaat Morgan het eiland zonder zijn dochter. Hij keert er terug na de Tweede Wereldoorlog. Zijn dochter heeft intussen een verhouding met een piloot, die op het eiland is neergestort met zijn vliegtuig.

## Rolverdeling
| Acteur          | Personage       |
| --------------- | --------------- |
| Gary Cooper     | Mijnheer Morgan |
| Barry Jones     | Pastoor Corbett |
| Roberta Haynes  | Maeva           |
| Moira Walker    | Turia           |
| John Hudson     | Kapitein Faber  |
| Mamea Matatumua | Tonga           |
| Hans Kruse      | Rori (21 jaar)  |
| Terry Dunleavy  | Mac             |
| Howard Paulsen  | Russ            |
| Donald Ashford  | Cutler          |
| Herbert Ah Sue  | Kura            |
| Va'a            | Rori (9 jaar)   |